# 李有用
李有用為中國清朝武官官員，本籍四川。1749年（乾隆14年）奉旨接任沈廷耀擔任台灣鎮總兵，後並輾轉擔任兩任總兵該職。是台灣清治時期此期間，受台灣道制約的台灣地區最高軍事首長。
| 前任： 沈廷耀 | 台灣鎮總兵 1749年上任 | 繼任： 林君陞 |

| 前任： 林君陞 | 台灣鎮總兵 1751年上任 | 繼任： 陳勇 |